# Opscheumer
Opscheumer is een buurtschap van Ransdaal in de gemeente Voerendaal in de Nederlandse provincie Limburg. Deze buurtschap ligt in het Ransdalerveld tussen Ransdaal en Schin op Geul. De naam was in 1840, volgens een oude kaart, Op de Scheumel. Op dat moment woonden er 24 mensen in 6 boerderijen en huizen. Een eerdere volkstelling uit 1795 kwam tot 16 inwoners verdeeld over 4 gezinnen.
Vanuit Opscheumer loopt de Scheumerbeek, via Schoonbron naar de Geul.
Voor de boodschappen, school en de kerk zijn de inwoners aangewezen op Ransdaal of Schin op Geul.

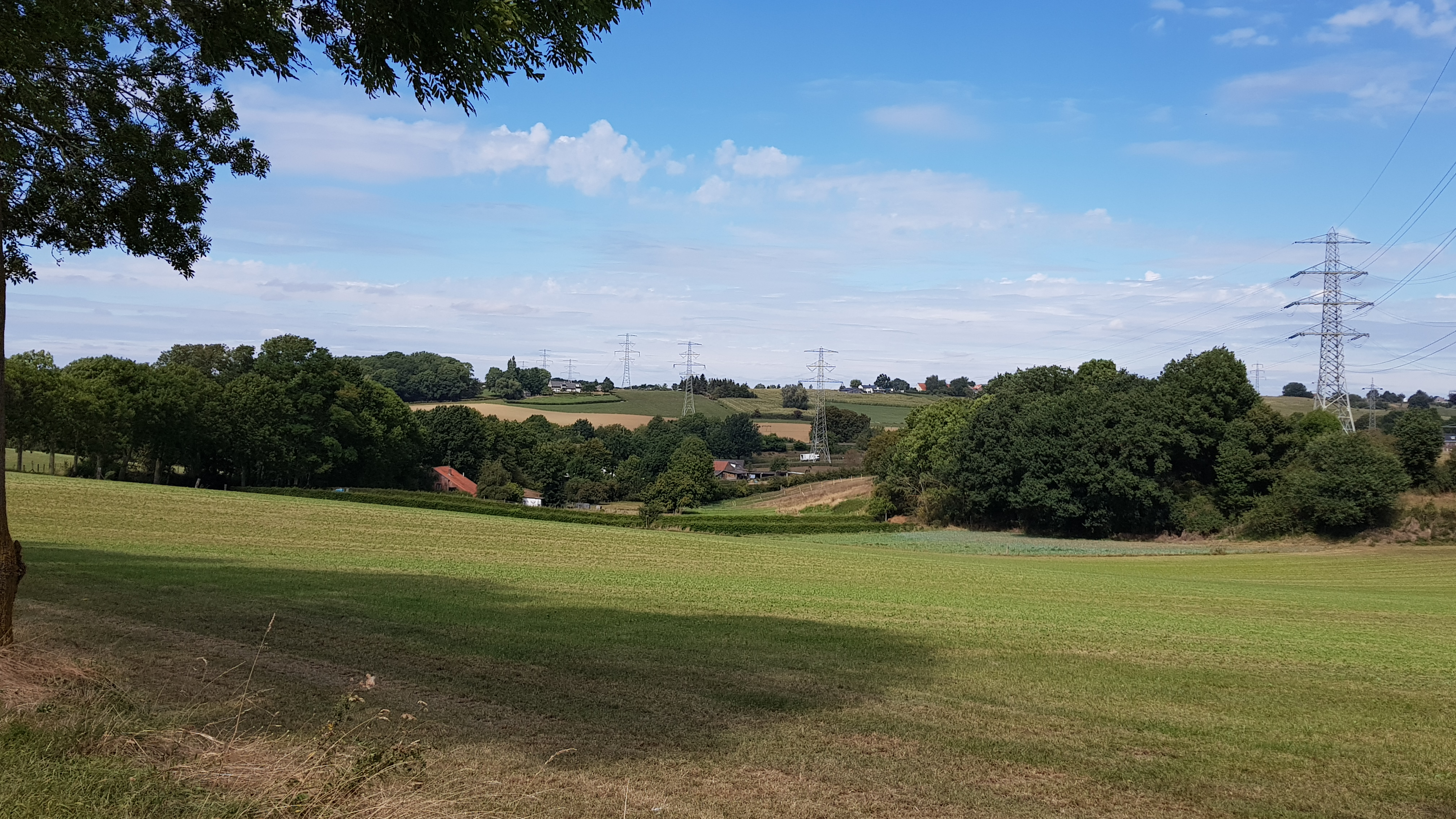
zicht op Opscheumer
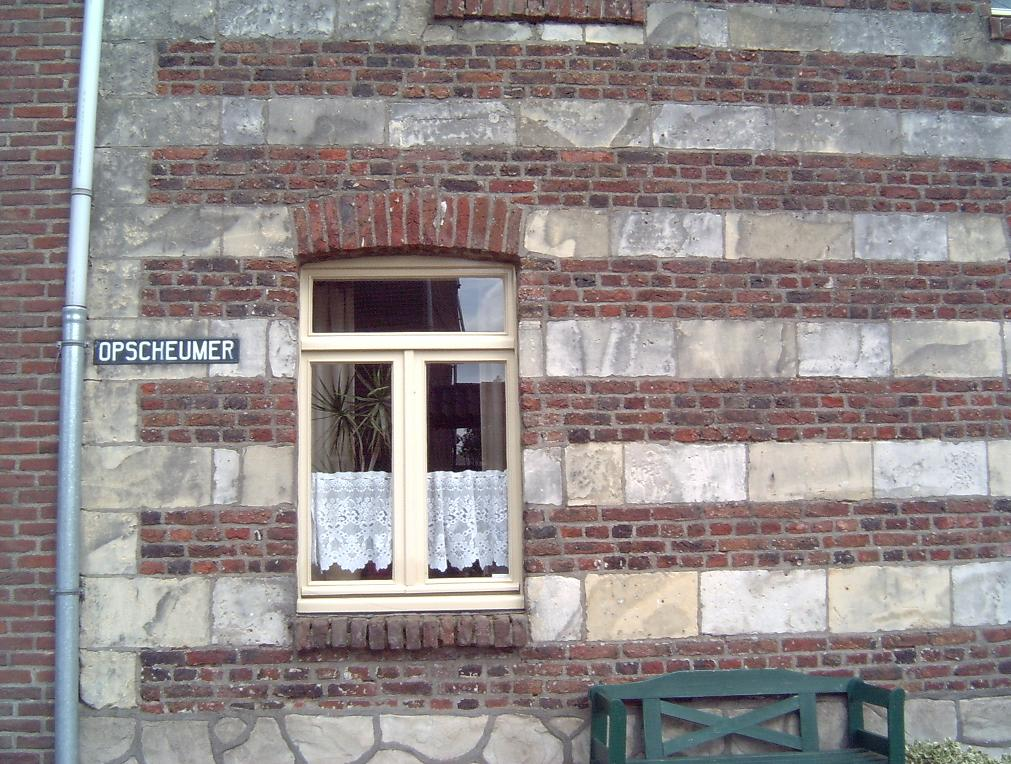
huis met spekbanden in Opscheumer

Dorpen: Klimmen · Kunrade · Ransdaal · Ubachsberg · Voerendaal

Gehuchten: Colmont · Craubeek · Fromberg · Mingersborg · Retersbeek · Termaar · Weustenrade · Winthagen

Buurtschappen: Barrier · Dolberg · Hellebeuk · Koulen · Kruishoeve · Kunderberg · Lubosch · Opscheumer · Overheek · Termoors · Terveurt

Limburg: Steden en dorpen      Nederland: Provincies · Gemeenten